# تودور غيتس
تودور غيتس (بالإنجليزية: Tudor Gates)‏ هو نقابي وكاتب سيناريو بريطاني، ولد في 2 يناير 1930 في المملكة المتحدة، وتوفي في 14 يناير 2007.

## وصلات خارجية
- تودور غيتس على موقع IMDb (الإنجليزية)
- تودور غيتس على موقع قاعدة بيانات الفيلم (الإنجليزية)